# Nyrebladet tvetand
Nyrebladet tvetand (Lamium confertum) er en enårig, 5-40 centimeter høj plante i læbeblomst-familien. Den ligner liden tvetand, men ofte er alle blomsterkransenes støtteblade stilkede og bægeret er i frugtstadiet længere (7,5-12 millimeter) med længere tænder (4,5-7,5 millimeter), der er udstående (ikke sammenstødende som hos liden tvetand) og tydeligt længere end selve bægerrøret. Nyrebladet tvetand er udbredt i Nordeuropa.
I Danmark er arten temmelig almindelig på agerjord og ved vejkanter i Nordjylland, men er sjælden i resten af landet. Den blomstrer i maj til september.